# The All Seeing Eye + Octets
The All Seeing Eye + Octets ist ein Jazzalbum von Harris Eisenstadt. Die in Los Angeles am 7. Juli 2006 entstandenen Aufnahmen erschienen 2007 auf Poo-Bah Records. The All Seeing Eye + Octets ist sein sechstes Album unter eigenem Namen.

## Hintergrund
Das Album The All Seeing Eye + Octets ist Harris Eisenstadts Interpretation des Albums The All Seeing Eye von Wayne Shorter (Blue Note, 1965). Dazu arrangierte er es für eine neue Instrumentierung und kombinierte es dann mit zwei eigenen Suiten. Die ursprüngliche Blue Note-Session war eine All-Star-Band mit Shorter und James Spaulding an den Saxophonen, Freddie Hubbard an der Trompete und Flügelhorn und Grachan Moncur III an der Posaune. Hinzu kam Bruder Alan Shorter am Flügelhorn für das letzte Stück, seine eigene Komposition „Mephistopheles“. Unterstützt wurden die Bläser von einer Rhythmusgruppe aus dem Pianisten Herbie Hancock, dem Bassisten Ron Carter und dem Schlagzeuger Joe Chambers.
Nachdem Eisenstadt eine Gruppe für die Aufnahme in Los Angeles zusammengestellt hatte, wollte er sie nicht bei einem Projekt belassen, und so arrangierte der Schlagzeuger zwei eigene Big-Band-Suiten – „Without Roots“ und „What We Were Told“, die jeweils knapp 15 Minuten dauern. Und wie Wayne Shorter einen weiteren Bläser hinzufügte, um seine Platte abzuschließen, fügte Eisenstadt eine zweite Trompete für seine Produktion hinzu. Das Spiel sei vielleicht etwas lebhafter, die Stücke nicht überraschend moderner, schrieb Kurt Gottschalk, aber sie passen gut zur ersten Hälfte der Scheibe.

## Titelliste
- Harris Eisenstadt: The All Seeing Eye + Octets

1. The All Seeing Eye 	7:11
2. Genesis 	8:26
3. Chaos 	5:24
4. Face of the Deep 	5:39
5. Mephistopheles 	7:00
6. Without Roots I 	3:54
7. Without Roots II 	6:04
8. Without Roots III 	6:31
9. What We Were Told I 	2:01
10. What We Were Told II 	5:54
11. What We Were Told III 	7:50

- Die Kompositionen stammen von Wayne Shorter (1 bis 5) und von Harris Eisenstadt (6 bis 11).

## Rezeption
Nach Ansicht von Kurt Gottschalk, der das Album in All About Jazz rezensierte, überarbeitete Eisenstadt Shorters Septettaufnahme erheblich. Es sei eine sehr komponierte Suite, und daher können einzelne Stimmen nicht so herausragen, wie es beispielsweise eine Überarbeitung von John Coltranes Ascension (Impulse!, 1965) oder Eric Dolphys Out to Lunch (Blue Note, 1964) erfordern würde. Eisenstadt entfernte sich mit seinem Arrangement weiter vom Original, indem er es für zwei Klarinetten, Fagott, Trompete, Vibraphon und Schlagzeug umgeschrieben habe. Interessanterweise sei die Trompete das einzige Instrument, das von der alten Frontline übrig bleibe. Die Trompete behalte hier eine führende Rolle, die Daniel Rosenbloom bekleide. Dennoch weiche Eisenstadts Fassung nicht allzu weit von Shorters eigener Aufnahme ab; Holzbläser und Vibraphon gäben ihm einen anderen Ton, aber das Gefühl bleibe das gleiche. Es sei eine gelungene, ehrfürchtige Version der Open-Jazz-Komposition der 1960er-Jahre, meint Gottschalk.

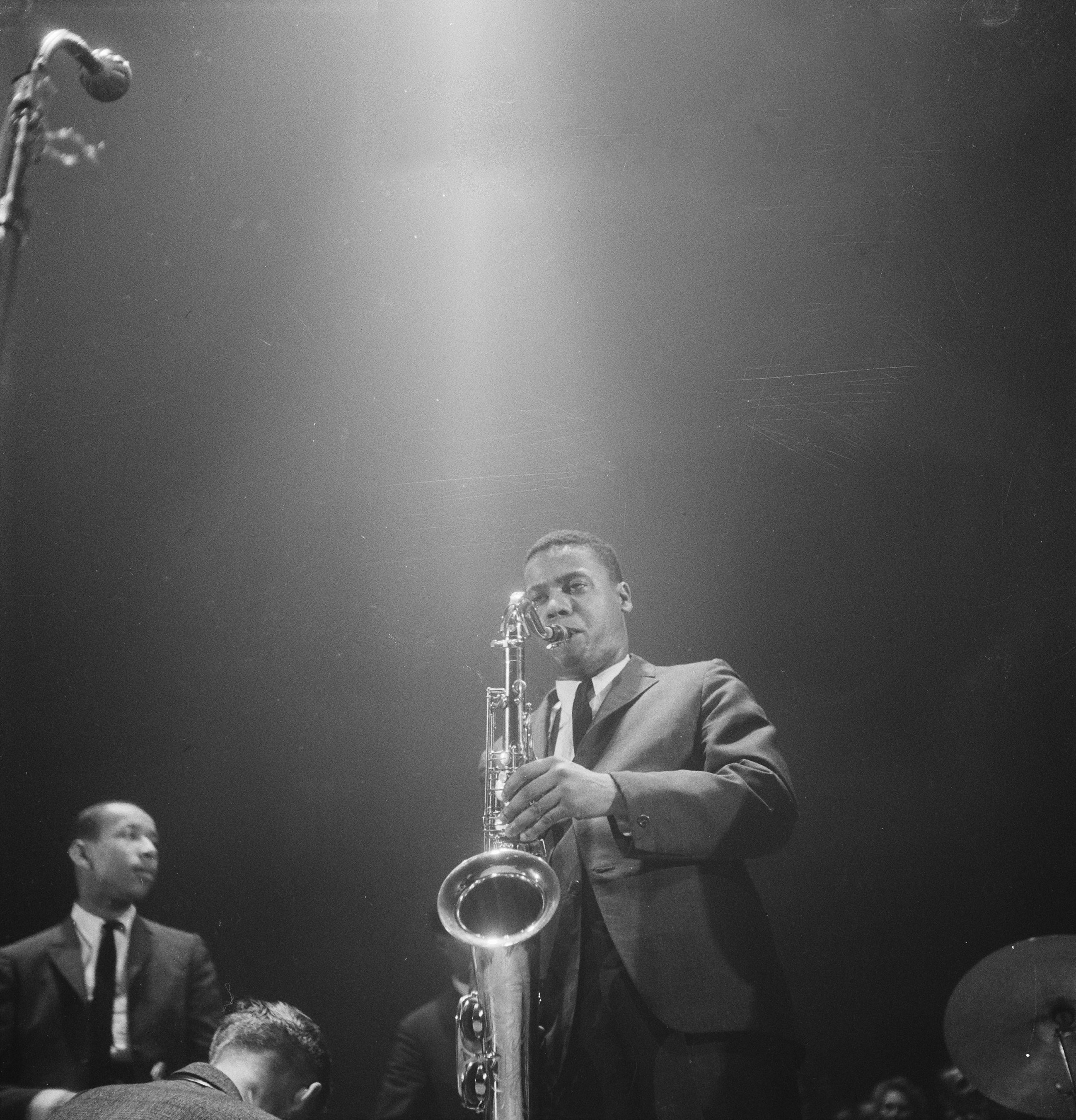
Wayne Shorter mit Art Blakey & den Jazz Messengers in Amsterdam 1959

Ebenfalls in All About Jazz schrieb Troy Collins, Eisenstadt habe eine „dreiste Neuinterpretation von Wayne Shorters grüblerischem Meisterwerk vorgenommen“ und stelle „das schwelende Drama des Albums als ein brodelndes Kammermusikkonzert neu dar.“ Eisenstadt sei ehrgeizig und unterstütze das klassische Album mit zwei langen Original-Suiten, die neoklassische Komplexität mit der emotionalen Unmittelbarkeit von Free Jazz und Folk-Formen verbinden würden. Eisenstadt verändere die Klangfarben und den Ton der ursprünglichen Session von 1965, indem er die Instrumentalpalette neu organisiert. Anstelle von Shorters tiefem Blech und Saxophon setze Eisenstadt ein reich gefärbtes Holzbläsertrio ein. Das Fagott von Sara Schoenbeck mische sich mit den Klarinetten von Andrew Plask und Brian Walsh; wo die ursprüngliche Besetzung butterte, verbinde sich „inbrünstiger Expressionismus mit lyrischer Präzision“.